# Kalīgūn
Kalīgūn (persiska: كلوگان, Golūkān, گلوکان, Kolūgān, کليگون) är en ort i Iran.   Den ligger i provinsen Teheran, i den norra delen av landet, 23 km nordost om huvudstaden Teheran. Kalīgūn ligger 1 828 meter över havet och antalet invånare är 380.
Terrängen runt Kalīgūn är bergig österut, men västerut är den kuperad. Kalīgūn ligger nere i en dal. Runt Kalīgūn är det glesbefolkat, med 19 invånare per kvadratkilometer. Närmaste större samhälle är Fasham, 6,9 km norr om Kalīgūn. Trakten runt Kalīgūn består i huvudsak av gräsmarker.